# أ. جاي هولواي
أ. جاي هولواي (بالإنجليزية: A. J. Holloway)‏ هو لاعب كرة قدم أمريكية أمريكي، ولد في 1939 في بيلوكسي في الولايات المتحدة، وتوفي في 5 يونيو 2018.